# I quattro moschettieri (film 1963)
I quattro moschettieri è un film del 1963 diretto da Carlo Ludovico Bragaglia.

## Trama
Nella Francia di Richelieu, il locandiere Bouboule e tre suoi amici si sostituiscono ai quattro moschettieri durante la loro missione alla ricerca della collana della Regina di Francia.
Arrestati con l'accusa di essere degli eretici e liberati dal loro amico Lapin, si ritrovano nella stanza della Regina, e simulando deferenza e commozione le consegnano la collana che altrimenti avrebbero rubato. Richelieu, il cui piano ai danni della monarca francese viene così a fallire, riceve i quattro finti moschettieri, ora travestiti da monache, i quali durante il baciamano, e chiedendo la benedizione, gli sottraggono gli anelli. Nell'ultima scena, i quattro fuggono mentre i veri moschettieri li ringraziano per l'aiuto.

## Critica
La critica considera il film "Un divertissement di rigida intelaiatura, movimentato da Bragaglia con mano svelta, [...] ma di facile presa su un pubblico non esigente".